# 卡琅古尔河
卡琅古尔河也作卡浪古尔河、喀浪古尔河，位于中华人民共和国新疆维吾尔自治区塔城市境内的一条河流，属于额敏河支流。河名「卡琅古尔」來自蒙古语音譯，意为“黑色洞穴”，因河流穿洞而出而得名。上游有西、中和东三支源流，分别发源于塔尔巴哈台山脉海拔2096米的的卡拉克珍山口、恰言伯库勒登巴士山口和海拔2472米的乌勒肯科茹尔山南坡。三源流汇合后，河流自北向南流8.2千米，经喀浪古尔水文站后进入山间丘陵区；又下行3.5千米，在喀浪古尔水电站下游，河流转向西南流，经2.5千米流程注入喀浪古尔水库。之后，河流又穿越长约8千米的狭窄丘陵山谷，向南流出山区。出山口处建有喀浪古尔引水枢纽。枢纽以下河流分为东、中、西三支，西支与右邻河流乌拉斯台河在塔城市西北6千米处汇合后称“叶尔盖提河”，流经市区西缘，向南流经33千米，在团结村东侧汇入额敏河；中支流经塔城市区，在市南与叶尔盖提河汇合；东支进入喀浪古尔灌区，余水在塔城市东8千米处与左邻阿不都拉河汇合，灌溉下游阿不都拉灌区，余水南流汇入额敏河。喀浪古尔水文站以上河长29千米，集水面积349平方千米，年均径流量约1.19亿立方米。根据卡琅古尔水文站测定，该河春季富水期径流量占全年的45.7%，冬季枯水期径流量占全年的7.9%。